# Équipe d'Anglesey de football
Maillots
L'équipe d'Anglesey de football (en gallois : Tîm pêl-droed Ynys Môn, en anglais : Ynys Mon football team) est constituée par une sélection des meilleurs joueurs d'Anglesey sous l'égide de la Fédération de football de Galles. Elle participe fréquemment aux Jeux des Îles, une compétition où s'affrontent des îles et participe donc à des rencontres internationaux. La sélection d'Anglesey participe aux tournois de football des Jeux des Îles depuis 1989. En 1999, Anglesey remporte le tournoi, elle fut également finaliste à 4 reprises en 1989, 1991, 1997 et 2001.

Anglesey en rouge

L'Association d'Anglesey des Jeux des Îles est membre de l'International Island Games Association depuis 1985,.
Cette sélection a disputé plusieurs matches depuis 1985, également contre des équipes nationales : les Bermudes, les îles Féroé et de Gibraltar.
En 1997, Eifion Williams (en) devient le meilleur buteur du tournoi de football aux jeux des îles 1997 en ayant inscrit 6 buts.

## Football aux Jeux des Îles
| Année             | Position                   | MJ                         | V                          | N                          | D                          | BP                         | BC                         |
| ----------------- | -------------------------- | -------------------------- | -------------------------- | -------------------------- | -------------------------- | -------------------------- | -------------------------- |
| Îles Féroé 1989   | 2e                         | 4                          | 3                          | 0                          | 1                          | 9                          | 10                         |
| Îles Åland 1991   | 2e                         | 4                          | 3                          | 0                          | 1                          | 7                          | 3                          |
| Île de Wight 1993 | 6e                         | 4                          | 1                          | 2                          | 1                          | 4                          | 4                          |
| Gibraltar 1995    | 6e                         | 4                          | 2                          | 0                          | 2                          | 6                          | 7                          |
| Jersey 1997       | 2e                         | 4                          | 2                          | 1                          | 1                          | 12                         | 1                          |
| Gotland 1999      | 1er                        | 4                          | 2                          | 2                          | 0                          | 6                          | 3                          |
| Île de Man 2001   | 2e                         | 4                          | 1                          | 3                          | 0                          | 7                          | 4                          |
| Guernesey 2003    | 5e                         | 4                          | 3                          | 0                          | 1                          | 7                          | 3                          |
| Shetland 2005     | 5e                         | 5                          | 2                          | 2                          | 1                          | 5                          | 5                          |
| Rhodes 2007       | 11e                        | 3                          | 1                          | 0                          | 2                          | 5                          | 11                         |
| Îles Åland 2009   | 6e                         | 4                          | 2                          | 0                          | 2                          | 6                          | 7                          |
| Île de Wight 2011 | 9e                         | 4                          | 2                          | 0                          | 2                          | 10                         | 11                         |
| Bermudes 2013     | -                          | -                          | -                          | -                          | -                          | -                          | -                          |
| Jersey 2015       | 8e                         | 4                          | 1                          | 1                          | 2                          | 6                          | 9                          |
| Gotland 2017      | 8e                         | 4                          | 2                          | 0                          | 2                          | 8                          | 7                          |
| Gibraltar 2019    | Pas de tournoi de football | Pas de tournoi de football | Pas de tournoi de football | Pas de tournoi de football | Pas de tournoi de football | Pas de tournoi de football | Pas de tournoi de football |
| Guernesey 2021    | -                          | -                          | -                          | -                          | -                          | -                          | -                          |
| Orcades 2023      | -                          | -                          | -                          | -                          | -                          | -                          | -                          |
| Total             | 14/15                      | 56                         | 27                         | 11                         | 18                         | 98                         | 85                         |

### Tournoi de football Inter-Jeux des Îles
| Année         | Position | MJ | V | N | D | BP | BC |
| ------------- | -------- | -- | - | - | - | -- | -- |
| Anglesey 2019 | 1er      | 5  | 5 | 0 | 0 | 10 | 4  |
| Total         | 1/1      | 5  | 5 | 0 | 0 | 10 | 4  |

## Histoire
En 2015, Dyfed Parry devient le nouvel entraîneur de la sélection d'Anglesey, est participe au tournoi de Football aux Jeux des Îles. Avant sa participation à la compétition, Anglesey participe à une série de matchs amicaux qui se termine par deux défaites et un match nul (Anglesey 0-3 et 1-4 Airbus UK Broughton FC, Anglesey 0-0 Bala Town FC).
En 2017, Gareth Parry devient entraîneur de l'équipe d'Anglesey, ils participeront à Gotland au tournoi de Football aux Jeux des Îles.
En 2018, l'ancien joueur de l'équipe d'Anglesey 1999, Campbell Harrison est choisi comme nouvel entraîneur de la sélection.
L'île a été choisie pour accueillir le tournoi de football inter-jeux des îles 2019 pour les hommes et les femmes après que le football n'ait pas été inclus dans les Jeux des îles 2019 en raison du manque de terrains à Gibraltar.
Le 27 mars 2019, Anglesey rencontre en match amical le club de Caernarfon Town FC, Anglesey perd son match de préparation 0-8.
Le 9 juin 2019, Anglesey rencontre en match amical le club de The New Saints FC, Anglesey perd son second match de préparation 4-1.

## Rencontres

### Équipes rencontrées
| Adversaire             | Joués | Victoires | Matchs nuls | Défaites | Buts pour | Buts contre |
| ---------------------- | ----- | --------- | ----------- | -------- | --------- | ----------- |
| Gibraltar              | 6     | 3         | 1           | 2        | 10        | 10          |
| Îles Féroé             | 2     | 0         | 0           | 2        | 0         | 8           |
| Bermudes               | 1     | 1         | 0           | 0        | 2         | 1           |
| Guernesey              | 8     | 2         | 2           | 4        | 8         | 16          |
| Île de Wight           | 5     | 2         | 2           | 1        | 9         | 7           |
| Jersey                 | 5     | 1         | 2           | 2        | 5         | 6           |
| Îles Shetland          | 5     | 4         | 1           | 0        | 12        | 3           |
| Åland                  | 4     | 2         | 0           | 2        | 8         | 10          |
| Groenland              | 4     | 2         | 1           | 1        | 3         | 2           |
| Île de Man             | 4     | 2         | 0           | 2        | 4         | 6           |
| Saaremaa               | 3     | 3         | 0           | 0        | 9         | 3           |
| Hitra                  | 2     | 2         | 0           | 0        | 13        | 1           |
| Rhodes                 | 2     | 0         | 1           | 1        | 1         | 5           |
| Gotland                | 2     | 2         | 0           | 0        | 5         | 3           |
| Hébrides extérieures   | 2     | 1         | 1           | 0        | 2         | 1           |
| Orcades                | 2     | 2         | 0           | 0        | 5         | 1           |
| Aurigny                | 1     | 1         | 0           | 0        | 5         | 0           |
| Minorque               | 1     | 0         | 0           | 1        | 1         | 6           |
| Îles Malouines         | 1     | 1         | 0           | 0        | 3         | 0           |
| Frøya                  | 1     | 1         | 0           | 0        | 3         | 0           |
| Clubs affrontées       |       |           |             |          |           |             |
| Airbus UK Broughton FC | 2     | 0         | 0           | 2        | 1         | 7           |
| Bala Town FC           | 1     | 0         | 1           | 0        | 0         | 0           |
| Caernarfon Town FC     | 1     | 0         | 0           | 1        | 0         | 8           |
| The New Saints FC      | 1     | 0         | 0           | 1        | 1         | 4           |
| Total                  | 66    | 32        | 12          | 22       | 110       | 108         |

## Personnalités de l'équipe

### Sélectionneurs
| N°     | Sélectionneur      | Période       | Matchs | Gagnés | Nuls | Perdus | Gagnés % |
| ------ | ------------------ | ------------- | ------ | ------ | ---- | ------ | -------- |
| 1      | Mike Smith         | 1989          | 4      | 3      | 0    | 1      | 75       |
| 2      | Chris Lawler       | 1991          | 4      | 3      | 0    | 1      | 75       |
| 3      | Osian Roberts (en) | 1993-2007     | 32     | 14     | 10   | 8      | 43.75    |
| 4      | Martin Jones       | 2009-2011     | 8      | 4      | 0    | 4      | 50       |
| 5      | Dyfed Parry        | 2015          | 7      | 1      | 2    | 4      | 14.28    |
| 6      | Gareth Parry       | 2017          | 4      | 2      | 0    | 2      | 50       |
| 7      | Campbell Harrison  | 2018-2019     | 7      | 5      | 0    | 2      | 71.42    |
| 8      | Iwan Williams      | 2019-en cours |        |        |      |        |          |
| Totals | Totals             | Totals        | 66     | 32     | 12   | 22     | 48.48    |